# Nordea

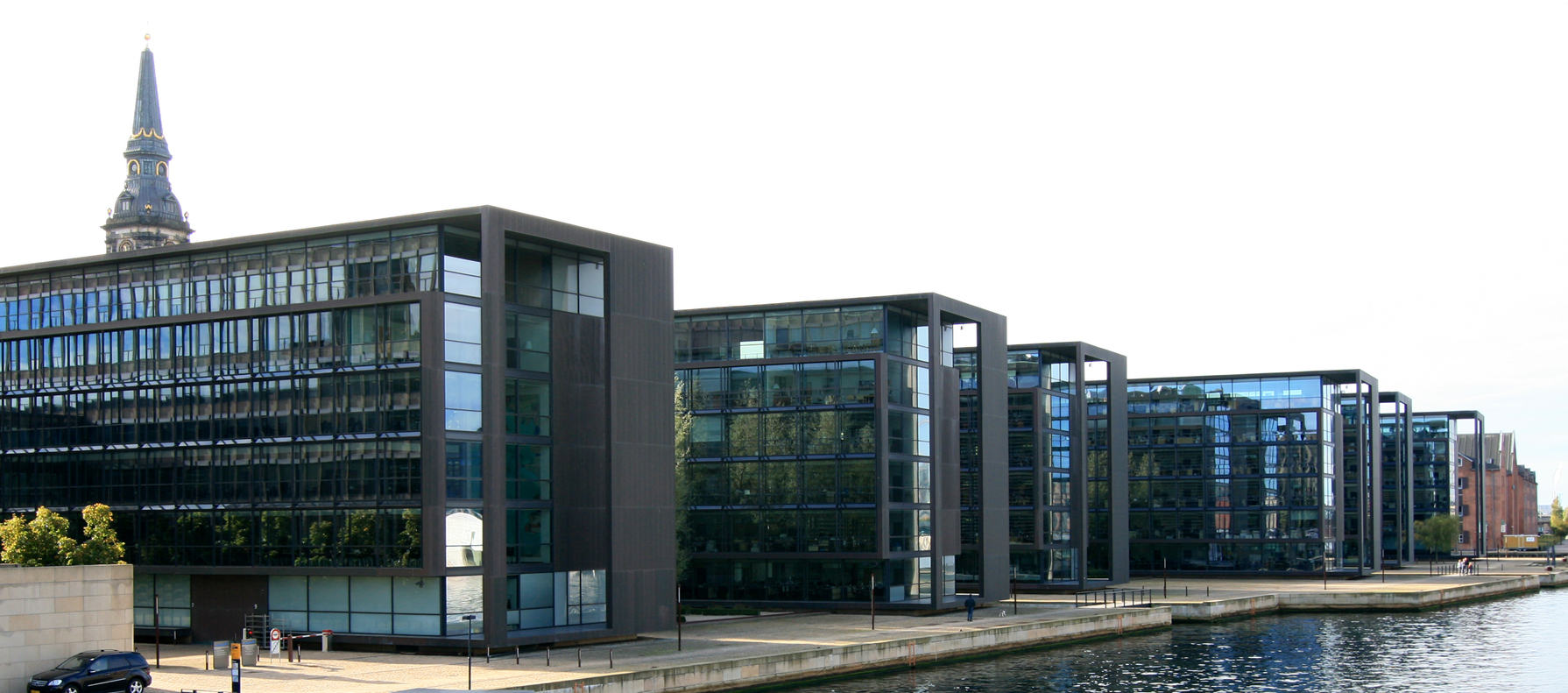
Sede central de Nordea localizada en Christianshavn, Copenhague.

Nordea Bank AB es un grupo que ofrece servicios financieros y que opera en el norte de Europa, con sus oficinas centrales en Helsinki (Finlandia). La compañía es el resultado de múltiples uniones y adquisiciones de los bancos suecos, finlandeses, daneses y noruegos de Nordbanken, Merita Bank, Unibank y Kreditkassen (Christiania Bank) que tuvieron lugar entre 1997 y 2000. Los países bálticos y Polonia son actualmente considerados parte del mercado doméstico del grupo; Letonia tiene una filial de Nordea desde 2006. El mayor accionista de Nordea es el Grupo Sampo, un grupo asegurado finlandés con el 20% del capital. Nordea cotiza en la bolsa de Estocolmo, la bolsa de Helsinki y la bolsa de Copenhague.
Nordea tiene más de 1.400 sucursales y está presente en 19 países en todo el mundo, operando a través de sucursales, subsidiarias y oficinas representativas. La división de banca corporativa internacional tiene sucursales en Alemania (Fránkfurt), Reino Unido (Londres), Singapur, China (Shanghái) y en los Estados Unidos (Nueva York). La sede de banca privada de Nordea Internacional tiene su sede en Luxemburgo con sucursales en Bélgica (Bruselas), Francia (Cannes), Luxemburgo, España (Fuengirola - Málaga) y Suiza (Zúrich). Además, Nordea tiene oficinas representativas en Brasil (São Paulo) y China (Pekín).
Nordea sirve actualmente a más de 10 millones de clientes privados y a más de 700.000 corporativos. El grupo también opera un banco por internet, el cual es el líder en banca por internet mundialmente en términos de usuarios, teniendo más de 5.9 millones de clientes haciendo más de 260 millones de pagos anualmente.

## Historia
Nordea es el resultado de sucesivas fusiones y adquisiciones de bancos suecos, finlandeses, daneses y noruegos por Nordbanken, Merita Bank, Unibank y Kreditkassen (Christiania Bank) que tuvieron lugar entre 1997 y 2000. El nombre Nordea proviene del banco sueco Nordbanken, que estaba basado en el PK-banken (Post och Kreditbanken; propiedad del estado sueco) que en 1990 compró el pequeño banco privado Nordbanken, y tomó su nombre. PK-banken se había formado en 1974 con la fusión entre el Postbanken (formado en 1884) y el Sveriges Kreditbank (formado en 1923), ambos propiedad del estado. 
El banco privado Nordbanken fue fundado en 1986 de la fusión entre dos bancos locales más pequeños, Uplandsbanken y Sundsvallsbanken.
En octubre de 2018, la entidad financiera nórdica, cuyo valor bursátil se situaba en torno a los 36.000 millones de euros, trasladó oficialmente su sede de Suecia a Finlandia, con lo que entraba a formar parte de la eurozona y la Unión Bancaria europea. Es decir, que disolvió la empresa matriz sueca, con sede en Estocolmo, y transfirió todos sus activos y pasivos a Nordea Bank Abp, domiciliada en Helsinki.

## Estafa en línea
En 2007 Nordea fue objeto de una estafa de phising por internet. La suma de dinero sustraída oscila "entre siete y ochos millones de SEK". El robo fue perpetuado enviando a los clientes de Nordea correos electrónicos conteniendo troyanos especialmente elaborados para este robo. Aparentemente estos mensajes de correo electrónico fueron enviados durante un periodo de 15 meses. De acuerdo con las informaciones facilitadas por Nordea, al menos 250 personas habían instalado el indeseado virus troyano. Los estafadores evadieron las detecciones limitando las transferencias sustraídas a pequeñas cantidades. Nordea ha recompensado a todas las víctimas y ha implementado un nuevo sistema de seguridad.

## Intereses negativos
Después que el Jyske Bank lanzara a finales de 2019 la primera hipoteca en el mundo con intereses negativos, al -0.5 % anual,  Nordea Bank Abp siguió el ejemplo con la misma tasa negativa a 10 años, y una tasa muy baja de 0.5 % a 30 años.
En 2021 Nordea ha comenzado a comercializar hipotecas a 20 años al 0%. El caso de Dinamarca tiene dos diferencias importantes respecto al resto de la zona euro: 1) su banco central comenzó a fijar los tipos de interés negativo años antes de que lo decidiera hacer el Banco Central Europeo, 2) los bancos daneses obtienen el dinero para entregar hipotecas de emisiones de bonos en el mercado y no mediante depósitos por lo que el banco es solamente un intermediario entre un inversor y el cliente que quiere comprar una casa.

## Subsidiarias
- Nordea Bank Dinamarca A/S
- Nordea Bank Estonia
- Nordea Bank Finlandia Abp / Nordea Pankki Suomi Oyj
- Nordea Bank Letonia
- Nordea Bank Lituania
- Nordea Bank Norge ASA
- Nordea Bank Polska S.A.
- Nordea Bank Rusia

## Sedes nórdicas

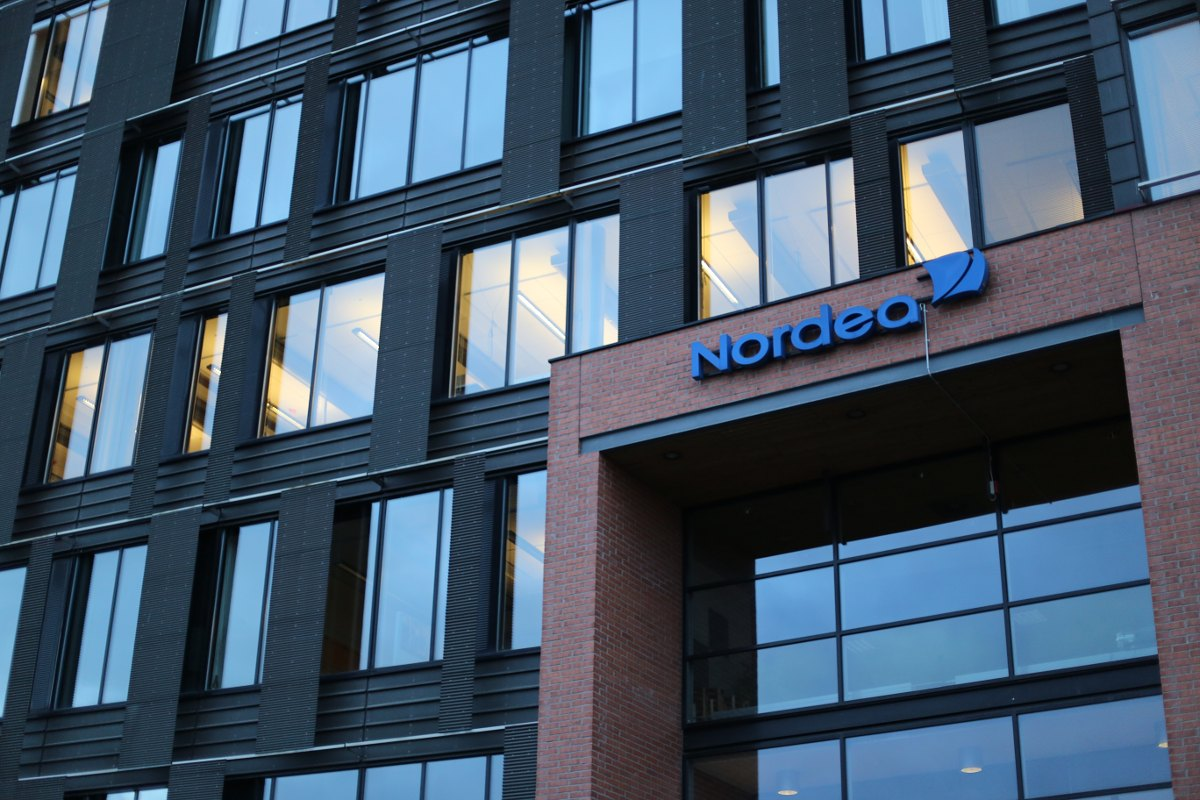
Sede global en Helsinki
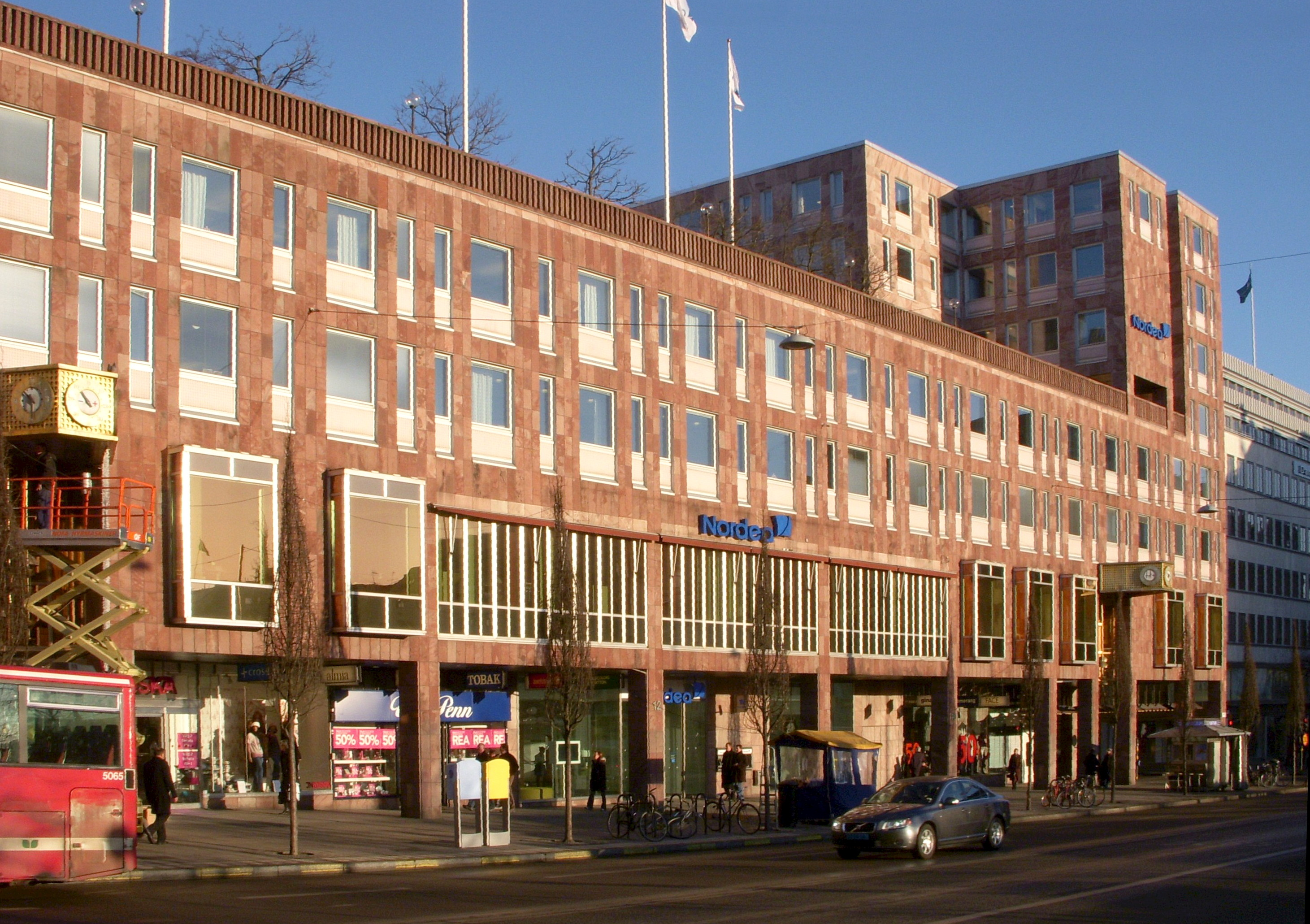
Sede sueca en Estocolmo
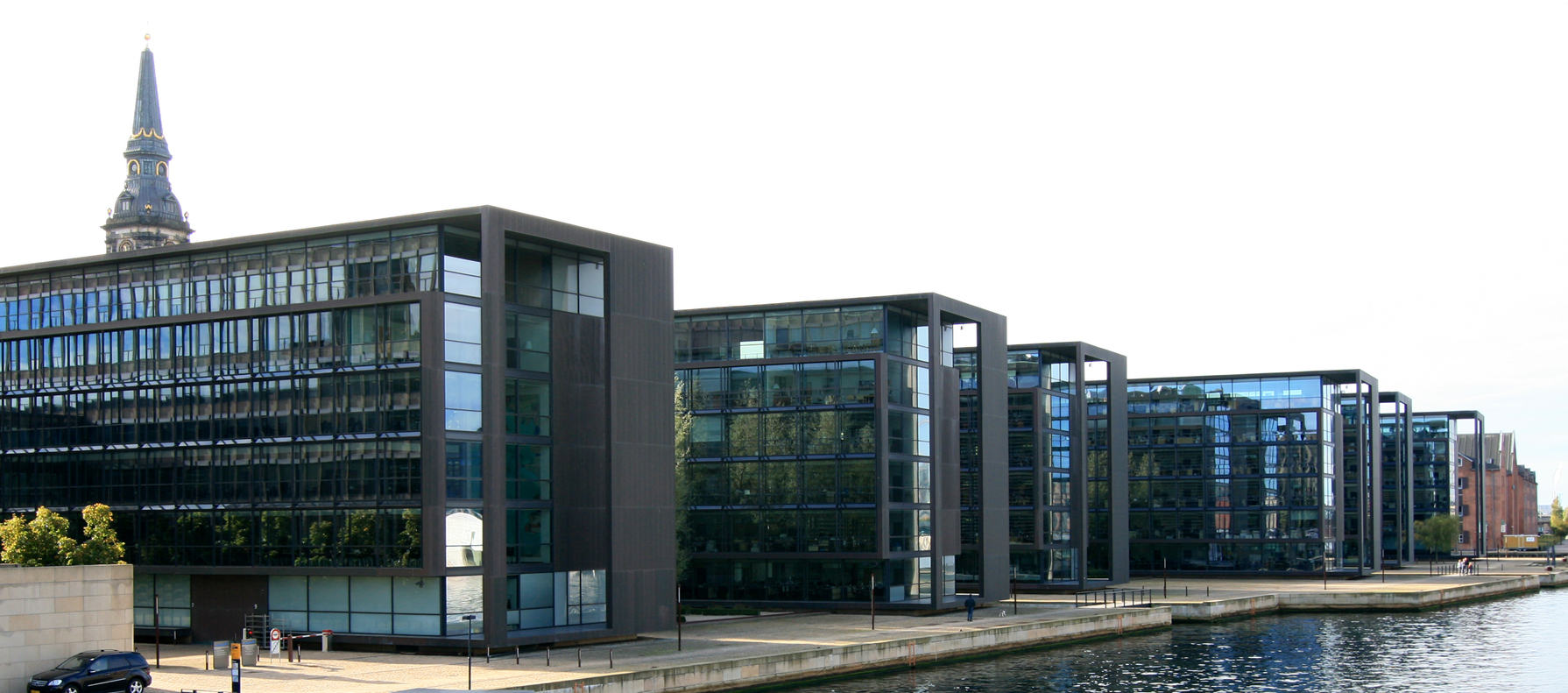
Sede danesa en Copenhague
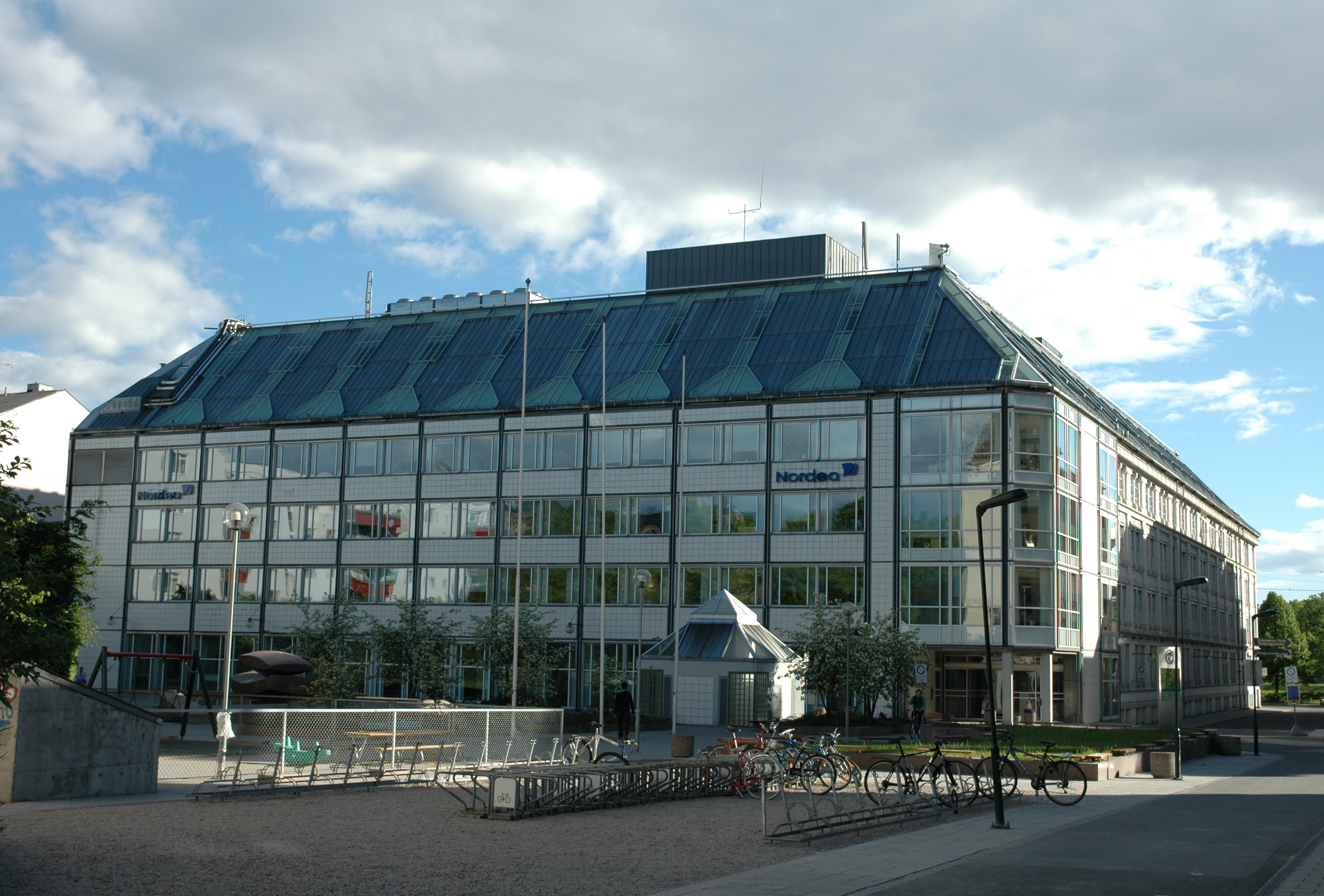
Sede noruega en Oslo